# Tông Chàm
Tông Chàm (danh pháp khoa học: Indigofereae) là một tông thực vật thuộc họ Fabaceae.
Các chi sau đây thuộc tông này theo USDA:
- Cyamopsis DC.
- Indigastrum Jaub. & Spach[3]
- Indigofera L.: Chi Chàm
- Microcharis Benth.[3]
- Phylloxylon Baill.
- Rhynchotropis Harms.
- Vaughania S. Moore[3]

## Hình ảnh

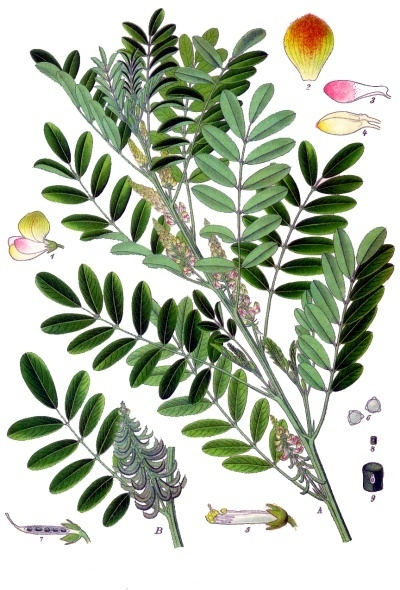